# 汉斯-约克·布凌格
汉斯-约克·布凌格（德語發音：[ˌhans ˌjœʁk ˈbʊlɪŋɐ]，1944年4月13日—）是一位德国科学家，曾任夫琅和费协会会长，2013年当选皇家工程院外籍院士，主要作品有《未来世界的100种变化》等。